# Adil Zulfikarpašić
Adil-beg Zulfikarpašić (Foča, 23. prosinca 1921. - Sarajevo, 21. srpnja 2008.), bosanskohercegovački je vakif, intelektualac, političar, biznismen i mecena bošnjačkog podrijetla.

## Životopis
Adil Zulfikarpašić je rođen 23. prosinca 1921. godine u Foči. Potomak je obitelji, Čengića, od oca Husein-bega Zulfikarpašića, veleposjednika i gradonačelnika Foče i majke Zahide Čengić. U gimnazijskim danima pristupa komunističkoj omladini, a kasnije i Komunističkoj partiji Jugoslavije i partizanskom pokretu tijekom Drugog svjetskog rata. Godine 1937. isključen je iz srednje škole u Foči, a potom i u Rogatici, zbog sudjelovanja u ilegalnom pokretu. Godine 1939. dolazi u sukob sa Partijom, pošto se opredjelio za gledišta književnika i komuniste Miroslava Krleže, kojeg je partijsko vodstvo isključilo zbog "idejnih skretanja", a zbog čega i Adila Zulfikarpašića isključuju iz Partije. Pred Drugi svjetski rat vraćen je u partiju i postaje njen istaknuti aktivista. Djeluje ilegalno u Foči i Sarajevu. Godine 1941. upisuje se na Visoku ekonomsku školu u Beogradu. Početak rata zatiče ga u Foči. Tu počinje raditi na formiranju partizanskog odreda.
Nakon izvjesnog vremena upućen je u Sarajevo na antifašistički rad. U jesen 1941. godine prelazi u Kalinovački partizanski odred radi političkog rada s omladinom. Ubrzo nakon toga prelazi u novostvoreni odred Zvijezda kod Vareša. Početkom 1942. godine u Sarajevu su ga uhitile ustaše i nakon teškog mučenja osudile na smrt. Zbog ugledne obitelji i činjenice da su mu brata zaklali četnici pomilovan je na dvadeset godina robije. Kaznu je izdržavao u Zenici, pa u Srijemskoj Mitrovici, a potom odlazi u Lepoglavu. Uspijeva pobjeći u akciji organiziranoj od članova KPJ. Dolazi u Cazinsku krajinu, zatim u Jajce, gdje osniva Višu partijsku školu. Kada je uspostavljena narodna vlast postavljen je za šefa personalnog odjela. Jedno vrijeme djeluje u Oblasnom komitetu u Mostaru. Pred kraj rata premješten je u oslobođeno Sarajevo, kako bi do dolaska vlade predstavljao civilnu vlast.
U prvoj vladi NR Bosne i Hercegovine postavljen je za pomoćnika ministra trgovine. Veljače 1946. godine bježi u Italiju, u Trst, gdje dobiva politički azil. Odatle odlazi u Rim, a kasnije u Austriju. U Innsbrucku i Grazu studira političke znanosti. Za jednu američku novinsku agenciju piše članke o marksizmu. 
Godine 1954. prelazi u Švicarsku. Tu počinje svoju političku borbu za bošnjaštvo, afirmiše se kao istaknuti predstavnik bošnjačke dijaspore. Pristupa Liberalnoj internacionali. Jedno je vrijeme bio kontinentalni sekretar i član Izvršnog komiteta Liberalne internacionale. U tom svojstvu ulazi u elitne političke i ekonomske krugove Europe. OkupljaBošnjake u emigraciji i radi na projektu stvaranja Bošnjačke demokracijske organizacije.
Iz Švicarske Adil Zulfikarpašić održava tijesnu vezu sa Bečom gdje je već djelovala novostvorena jezgra bošnjačke emigracije. U novinama hrvatskih iseljenika u Americi objavljuje brojne članke o Bosni i Hercegovini. U Beču počinje 1960. godine izdavati političko-kulturni mjesečni časopis Bosanski pogledi.
Prve suradnike nalazi u nizu uglednih bošnjačkih intelektualaca i ličnosti iz javnog i političkog života predratne Jugoslavije. Bosanski pogledi izlaze do 1967. godine, okupljajući muslimanske iseljenike.
Godine 1963. s grupom srpskih, hrvatskih, slovenskih i bošnjačkih demokratskih intelektualaca i političara, osniva pokret nazvan Demokratska alternativa, koja izlazi sa programom reforme Jugoslavije kao decentralizovane i demokracijski uređene zajednice, s potpunom ravnopravnošću svih nacija. Godine 1964. s demokratski orijentiranim Bošnjacima oko Bosanskih pogleda pokreće osnivanje Liberalnog saveza Bošnjaka. Na kongresu u Münchenu, kojemu Zulfikarpašić predsjedava, sudjeluje osamdesetak predstavnika iz dvadeset zemalja. Organizacija je najviše nastojala uspostaviti suradnju s ljudima iz zemlje, ne ulazeći u strukture emigrantske politike.
U periodu od 1965. do 1976. razvija aktivnost na poslovnom polju, ustanovivši vlastitu uvozno-izvoznu i financijsku firmu. Početkom 1980-ih intenzivnije se posvećuje političkom i kulturnom radu za Bosnu i Hercegovinu. Postavivši sebi za cilj da ustanovi u slobodnom svijetu jednu kulturnu instituciju za proučavanje prošlosti Bosne i Hercegovine, te promoviranje njezine kulture. Svoju ionako već bogatu knjižnicu počinje obogaćivati prikupljanjem knjiga i dokumentacije iz domovine i svijeta.
Svoj povratak u intenzivno aktivan politički život Zulfikarpašić obilježava intervjuom Bosanski Muslimani-činjenica mira između Srba i Hrvata objavljen krajem 1983. godine u londonskom časopisu Poruka slobodne Hrvatske. To je jedna vrsta političkog manifesta Bošnjaka, koji će kasnije, po raspadu Jugoslavije, predstavljati idejnu osnovu Muslimanske-bošnjačke organizacije (MBO). Intervju manifest pobudio je veliko zanimanje među Bošnjacima i u Jugoslaviji. Prevođen je i izdavan na više stranih jezika.
U lipnju 1988. Adil Zulfikarpašić osniva Bosniaken Institut u Zürichu, sa statusom zaklade (vakufa). Kupuje zgradu u okviru kompleksa Sveučilišta, preuređuje je za moderni institut, useljava u nju svoju knjižnicu i zbirku umjetnina. Bošnjački institut je nastao kao plod njegovog dugogodišnjeg sakupljanja, klasificiranja i sistematiziranja povijesne, književne, novinsko-publicističke, rukopisne, arhivsko-dokumentacijske i folklorne građe o Bosni i Hercegovini, kao i o susjednim zemljama i njihovim narodima. Već na početku Bošnjački institut izdaje nekoliko knjiga, političkih i literarnih, koje se nisu mogle tada objaviti u Bosni. Godine 1991. otvorena je podružnica Bošnjačkog instituta u Sarajevu koja djeluje i tijekom rata u Bosni i Hercegovini.
Povratak Adila Zulfikarpašića u Bosnu i Hercegovinu poklapa se sa  početkom demokracijskih procesa u Jugoslaviji. Zajedno sa Alijom Izetbegovićem inicirao je stvaranje Stranke demokratske akcije (SDA). Međutim, ubrzo su se Zulfikarpašićevi liberalni i demokracijski pogledi na aktualne procese i budućnost Bosne našli u opreci ekstremizmu stranačke desnice, zbog čega je on odlučio osnovati Muslimansku bošnjačku organizaciju. Ožujka 1991. Adil Zulfikarpašić počinje izdavati u Sarajevu nedjeljne novine Bosanski pogledi, koje uređuje skupina mladih novinara.
Predosjećajući ratni sukob u Bosni i Hercegovini, Zulfikarpašić je u ljeto 1991. pokušao nagodbu sa Srbima, tzv. Povijesni sporazum. Kada su se već u životu Bosne pokazali rezultati tih nastojanja u naglom popuštanju međunacionalnih napetosti, Alija Izetbegović i Stranka demokratske akcije (SDA) odbacili su Zulfikarpašićevu inicijativu.
Krajem lipnja 1990. Bošnjački institut i tjednik Naši dani organiziraju u Sarajevu simpozij na temu Bosna i bošnjaštvo, u kojem sudjeluje veliki broj znanstvenika, povjesničara i pisaca, a potom se objavljuje i knjiga s tog skupa. Istovremeno je u Sarajevu objavljena knjiga Povratak u Bosnu, koja sadrži niz priloga za biografiju Adila Zulfikarpašića.
Od 1992 do 1994. godine Zulfikarpašić pretežno boravi u Zürichu, putujući povremeno u Bosnu kao predsjednik Muslimanske bošnjačke organizacije. Također, često poduzima putovanja u različite zemlje radi susreta sa političarima i drugim utjecajnim ličnostima, u potrazi za rješenjem pitanja Bosna i Hercegovine. Pomaže Bošnjake u izbjeglištvu, promovira njihovo okupljanje oko Matice Bošnjaka, kojoj je dao na upotrebu prostorije i svu infrastrukturu u Bošnjačkom institutu u Zürichu. Institut postaje mjesto intelektualnih susreta između Bosne i inozemstva. Dominantna ideja-vodilja svih njegovih aktivnosti jeste očuvanje Bosne kao jedinstvene, cjelovite zemlje.
Godine 1998. Zulfikarpašić je odlučio da preseli Bošnjački institut iz Züricha u Sarajevo. Dana 24. svibnja 2001. godine svečano je otvoren moderno i suvremeno opremljen Bošnjački institut u Sarajevu. Svi fondovi preneseni su u Sarajevo gdje je počeo s radom Bošnjački institut, moderna institucija znanosti i kulture Bosne i Hercegovine s bogatim knjižnim, arhivskim, muzejskim i umjetničkim kolekcijama.
Adil Zulfikarpašić živio je sa suprugom Tatjanom u Sarajevu, gdje je i preminuo u srpnju 2008. godine. Svoju višemilijunsku imovinu testamentom je poklonio Bošnjačkom institutu.

## Nagrade
- Povelja počasnog člana Akademije znanosti i umjetnosti Bosne i Hercegovine
- Šestotravanjska nagrada grada Sarajeva
- Diploma počasnog doktora pravnih nauka Sveučilišta u Bihaću

## Djela
- Bošnjak (London, 1988)
- Članci i intervjui povodom 70-godišnjice (Sarajevo, 1991)
- Okovana Bosna (sa  Gotovac, V., Tripalo M., Banac I.) (Zürich, 1995)
- Osvrti (Sarajevo, 2005)
- Sudbonosni događaji: historijski presjek presudnih zbivanja i propusta (sa Bučar, F.) (Sarajevo, 2001)

## Vanjske poveznice
- Adil Zulfikarpašić, filantrop koji je reafirmirao nacionalno ime Bošnjak